# Мустафа Хасан Есмаїл
Мустафа Хасан Есмаїл (араб. مصطفى حسن اسماعیل; нар. 23 червня 1965) — єгипетський боксер, призер чемпіонату світу.

## Спортивна кар'єра
На Олімпійських іграх 1988 в категорії до 48 кг він програв в першому бою Леопольдо Серантесу (Філіппіни) — RSC-2.
На чемпіонаті світу 1989 в категорії до 51 кг програв в першому бою Кшиштофу Врублевському (Польща).
На чемпіонаті світу 1991 переміг трьох суперників, а у півфіналі програв Іштвану Ковачу (Угорщина) — 4-22 і отримав бронзову медаль.
На Олімпійських іграх 1992 програв в першому бою Чхве Чхоль Су (Північна Корея) — 4-7.